# Мышанов, Бакен
Бакен Мышанов — чабан, ветеран труда, Герой Социалистического Труда (1966).

## Трудовой путь
Родился в 1927 году в селе Каракенгир Карсакпайского района.
В 1957-1989 гг. — старший чабан в колхозе. В 1965 году получил от 593 овцематок в отаре 116 ягнят, настриг с каждой из овец 3,6 кг шерсти и получил 11 тыс. рублей чистой прибыли в течение года.
Вышел на пенсию в 1989 году. Проживал на территории Карагандинской области.

## Награды
- Орден Ленина
- Золотая медаль «Серп и Молот»
- Герой Социалистического Труда (1966)